# Seven Sisters (Metropolitano de Londres)
Seven Sisters é uma estação do Metrô de Londres e do London Overground em Londres.

## História
A estação foi construída pela Great Eastern Railway (GER) em sua linha Stoke Newington & Edmonton Railway e inaugurada em 22 de julho de 1872. Em 1 de janeiro de 1878, a GER inaugurou um ramal, a Palace Gates line, da estação Seven Sisters para Noel Park e mais tarde naquele ano para a estação Palace Gates (Wood Green).
A Palace Gates line foi fechada pela British Rail em 1963 para passageiros e 1964 para carga, com a linha secundária e as plataformas em Seven Sisters posteriormente removidas.
Em 24 de julho de 1967, foi concedida permissão de planejamento para converter a estação para uso do metrô de Londres. A primeira seção da linha Victoria foi inaugurada em 1º de setembro de 1968, atendendo Seven Sisters, embora uma entrada compartilhada e instalações de intercâmbio com a estação de superfície não tenham sido inauguradas até dezembro de 1968. A entrada GER original para a estação estava situada na West Green Road, no extremo norte da estação de superfície, mas a nova entrada combinada foi inaugurada na Seven Sisters Road no extremo sul no local de um antigo pátio de comerciantes de madeira, conectando-se ao extremo oeste das plataformas da linha Victoria. A entrada original (1872) foi fechada naquela época.
As plataformas da National Rail não estão no nível da rua. A plataforma 1 (em direção à London Liverpool Street) é acessada por escadas duplas. A plataforma 2 (em direção a Enfield Town e Cheshunt) tem uma escada e uma escada rolante "para cima".